# フィン・ベイラー
- フィン・ベイラー
- フィン・バーロル

フィン・ベイラー （Finn Bálor、1981年7月25日 - ）は、アイルランドの男性プロレスラー。ウィックロー県ブレイ出身。WWE所属。
本名はファーガル・デヴィット（Fergal Devitt）。新日本プロレス所属時代、プリンス・デヴィット（Prince Devitt）のリングネームで活動していた事で知られる。

## 来歴

### キャリア初期
少年時代は10年間サッカーをプレー。WWF（現：WWE）のテレビ番組やイギリスのインディー団体の興行を生観戦したのをきっかけにプロレスに興味を持ち、カート・ヘニング、アルティメット・ウォリアー、ショーン・マイケルズ、ダイナマイト・キッド等に憧れ、1995年に15歳でイギリス（イングランド）のNWA加盟団体であるNWA UKハンマーロックのジムに入門、トレーニングを始める。2001年11月デビュー。

### 新日本プロレス

#### 2005年 - 2010年
2005年10月に英連邦王座を獲得し、アメリカのNWA系の団体に出場するため渡米、その後同団体での試合が新日本プロレスLA道場（以下「NJPW」）の関係者の目に留まりスカウトを受け、同年11月末にロサンゼルスのNJPWの道場に入門する。その後、社長（当時）のサイモン・ケリー猪木から誘われて2006年3月初来日して4月に新日本プロレスに正式に入団。同月16日、エル・サムライ戦でヤングライオンとして新日本プロレスでデビューを果たす。
その後はC.T.Uを経てRISEに入り、2008年1月27日に田中稔とのタッグチーム「プリンス・プリンス」でTAKAみちのく・ディック東郷を破り、IWGPジュニアタッグ王座を獲得した。一度は獣神サンダー・ライガー、AKIRA組に敗れ王座から陥落したが、同年7月、ライガー・AKIRA組との再戦で勝利し第21代Jr.タッグ王者に返り咲いた。
2009年、田口隆祐とのタッグチーム"Apollo 55"を結成し、モーターシティ・マシンガンズ（アレックス・シェリー・クリス・セイビン組）を破って第24代Jr.タッグ王座に戴冠。11月に行われたG1 TAG LEAGUEではApollo 55でエントリーし、Bブロックを2位で通過。準決勝で中邑真輔、矢野通組を破り決勝へ進出。決勝でジャイアント・バーナード、カール・アンダーソンに敗れたが、準優勝の成績を残した。
11月29日、ZERO1の天下一Jr.に初参戦し決勝で日高郁人に敗れたが、準優勝の成績を残した。
12月にはSUPER J-CUP5th STAGEに出場、決勝で丸藤正道に敗れた。
2010年春より合宿所住まいから独立したため、他の外国人レスラー同様の契約選手に移行した。6月、BEST OF THE SUPER Jr.に出場し決勝で飯伏幸太を破り、初優勝を飾る。同大会の前に実家に帰っていたところ、アイスランドの火山噴火の影響で日本行きの飛行機が飛べず（2010年のエイヤフィヤトラヨークトルの噴火による交通麻痺）、直前まで大会への参加そのものが危ぶまれる中での勝利だった。
6月19日、IWGPジュニアヘビー級選手権試合で丸藤を破り初めてJr.ヘビー王者を獲得した。8月、G1 CLIMAXに初めて出場した。
10月11日、両国国技館大会でゴールデン☆ラヴァーズ（飯伏、ケニー・オメガ組）に破れ、Jr.タッグ王座を失った。12月、東京スポーツ主催のプロレス大賞において10月11日の試合でJr.タッグの試合では初となるベストバウト賞を受賞した。

#### 2011年 - 2012年
2011年1月23日、ゴールデン☆ラヴァーズとの再戦で勝利してJr.タッグ王座を奪還。6月18日、BEST OF THE SUPER Jr.を制した飯伏に敗れ、1年近く保持していたJr.ヘビー王者から陥落した。9月、左肩脱臼により飯伏が同王座を返上したため19日に開催されたったJr.ヘビー王者決定戦でKUSHIDAを破り第62代王者となった。
10月10日、No Remorse Corps（デイビー・リチャーズ、ロッキー・ロメロ組）に破れ、Jr.タッグ王座の8度目の防衛に失敗。
2012年1月4日、レッスルキングダムVIでリマッチ権を行使し、リチャーズ、ロメロ組のIWGPジュニアタッグ王座に挑戦。田口がリチャーズからピンフォールを奪い、同王座に戴冠するも、2月12日に三度対戦し、敗戦した。3月、CMLLに遠征し、現地でボラドール・ジュニアと対戦。これに勝利を収め、NWA世界ヒストリックミドル級王座に戴冠し、二冠王に輝く。しかし、5月3日福岡大会で対戦したロウ・キーに敗れ、IWGPジュニアヘビー級王座を手放した。
8月からはドイツのwXw、イギリスのIPW:UKなどヨーロッパを中心に海外団体を転戦した。11月11日、ロウ・キーを破り、通算3度目のIWGP Jr.ヘビー王座戴冠を果たした。
11月16日、RPW(Revolution Pro Wrestling)に参戦し、マーティ・スカルと対戦。この試合に勝利し、RPWブリティッシュクルーザー級王座を獲得した。

#### 2013年 - 2014年
2013年1月4日、レッスルキングダム7でロウ・キー、飯伏を挑戦者として迎え入れた史上初となる3WAYマッチでIWGP Jr.ヘビー選手権試合に勝利した。
3月3日、新日本創立41周年記念興行のメインイベントでIWGPヘビー級王座を保持する棚橋弘至とノンタイトルマッチながら対戦、場外でのイス攻撃などそれまでのファイトスタイルとは一変した戦法で挑むも敗戦した。試合後もデヴィットは棚橋に対して突き飛ばす行為を行い、終始エキサイトした。以後、それまでの好青年キャラクターとは正反対となる攻撃的な言動・行動が目立つようになり始める（リング上だけでなく、自身のTwitterで他の新日本所属選手のTwitterに向けて挑発的なリプライを送信するという行動も行っていた）。さらに4月5日、アレックス・シェリーとIWGPジュニアヘビー級王座を賭けた試合で勝利を収めた後、大の字に横たわるシェリーを足蹴にするなどデヴィットの暴走は次第に加速していった。
4月7日、INVASION ATTACKにてIWGPジュニアタッグ王座に田口とのタッグで挑戦するも、田口がピンフォールを奪われ、敗北を喫する。試合後も試合中での誤爆などをきっかけに小競り合いにまで発展したが、一旦は田口とデヴィットの二人は握手を交わした。しかし、直後にデヴィットが田口の後頭部に裏切りのラリアットを見舞い、さらにここで乱入してきたバッドラック・ファレと共にリング上にいる選手等を排除すると、ファレを自身の「バウンサー（用心棒）」と紹介し、Apollo 55を解散することを宣言した。
5月3日、ファレの凱旋帰国試合のタッグパートナーとして田口、キャプテン・ニュージャパン組と対戦した。この試合に勝利を収めた後、バックステージのコメントで新ユニット「BULLET CLUB」を結成し、ヒールターンを果たす。同日に棚橋とのシングルマッチで敗北したカール・アンダーソンとセコンドに付いていたタマ・トンガと共闘し、リング上で棚橋を袋叩きにした。
6月、BEST OF THE SUPER Jr.では全試合においてBULLET CLUBにセコンドを付かせ、ダーティファイトを展開する。全勝でいち早く決勝トーナメントまで進出すると、準決勝でケニー・オメガ、決勝戦でシェリーを下し、史上2人目となる全勝優勝を遂げた。22日、「DOMINION6.22」では棚橋とシングルマッチで対戦し勝利。全試合終了後の勝利者インタビューで、IWGPヘビー級王座を保持するオカダ・カズチカの持つ同王座に挑戦を表明した。それに対してオカダは外道とのIWGPジュニアヘビー級王座防衛戦に勝つことを条件に受諾した。
7月5日、後楽園大会で外道を破りIWGPジュニアヘビー級王座の防衛に成功する。7月20日、オカダのIWGP王座に挑戦したが敗北した。8月、G1 CLIMAXに出場し、全公式戦においてバッドラック・ファレをセコンドに就かせ、5勝4敗の成績を残した。
その後もデヴィットはジュニアヘビー級でありながらヘビー級の選手と対戦することが多くなり、SUPER Jr. TAG TOURNAMENTには参加せず、バッドラック・ファレと組んでWORLD TAG LEAGUEに参加した。
2014年1月4日、約半年ぶりにIWGPジュニアヘビー級王座防衛戦に臨むものの飯伏の前に敗れた。なお、顔から体にはホラーを意識したようなペイント姿で会場に現れた。
4月6日、かつてのタッグパートナーだった田口とシングルで対戦、試合中セコンドのヤング・バックスの介入を止めさせて戦ったあげく仲間割れし、試合後には田口と握手をした。4月7日、新日本に退団を申し入れた。

### WWE

#### 2014年 - 2015年
2014年7月28日、WWEと契約を交わして入団した。WWE入団後、WWEパフォーマンスセンターにてトレーニングを開始し、9月25日にはリングネームをフィン・ベイラー（バロール）（Finn Bálor）へと変更している。11月6日、NXTにてジ・アセンションと抗争を展開していたヒデオ・イタミのタッグパートナーとして登場する。デビューマッチにおいてダイビング・フット・スタンプを決めて勝利を飾った。12月11日、Takeover R Evolutionにてジ・アセンションと決着戦を行う際、フェイスペイントとボディペイントを施して登場し、新技にスリング・ブレイドや新日本プロレス時代に使用していたリバースブラディ・サンデーを用いるなど攻めて最後はヒデオとダイビング・フット・スタンプを決めて勝利した。
2015年、NXT王座挑戦権争奪トーナメントを決勝まで勝ち抜き、2月11日のTakeover Rivalにてエイドリアン・ネヴィルと対戦。お互い大技を返し合うも、最後はダイビング・フットスタンプを決めて勝利した。3月25日、NXT王者であるケビン・オーウェンズに挑戦。終盤にダイビング・フットスタンプを決めるも3カウントを取れず、最後は駆け込んだところへライツアウトを喰らい敗戦した。5月20日、Takeover UnstoppableにてNXT王座挑戦者決定戦にてタイラー・ブリーズ、ヒデオとトリプルスレットマッチを行う予定であったがヒデオの肩の負傷欠場によりブリーズとシングルマッチで対戦。ブリーズの蹴り技に苦しむも場外戦へと持ち込む最後にはダイビング・フットスタンプを決めて勝利し、挑戦権を得た。7月4日、WWE Live日本公演にて再びオーウェンズに挑戦。WWE移籍後に初となるブラディ・サンデーを使用。最後にクー・デ・グラを決めて勝利し、ベルトを奪取した。8月22日、Takeover Brooklynにて再びオーウェンズとNXT王座戦をラダー・マッチで行う。互いに譲り合わない攻防が展開されるが最後にはラダーの頂点に立ちベルトを獲ろうとしたところ真下にいたオーウェンズを見るやベルトよりも優先してクー・デ・グラを繰り出して止めを刺してベルトを獲得。王座を防衛した。9月2日より開始されたダスティ・ローデス・タッグクラシックにサモア・ジョーと組んで出場。同月9日、1回戦でルチャドラゴンズ（カリスト & シン・カラ）、同月30日の2回戦でコリン・キャサディ & エンツォ・アモーレを破る。10月7日、Takeover Respectにて準決勝でメカニックス（ダッシュ・ワイルダー & スコット・ドーソン）と対戦してメカニックスのコンビネーションとドーソンからの徹底した脚への攻撃に苦戦するが終盤にジョーにタッチ。ジョーがワイルダーへマッスル・バスターからクー・デ・グラへと繋げて勝利。そして同日の決勝でライノ & バロン・コービンとの対戦で最後にライノがジョーにゴアを仕掛けたところをキックで止めてコーナーポストへ上げ、マッスル・バスターからクー・デ・グラを決めて優勝を飾った。11月よりサモア・ジョーと抗争を展開。12月16日、Takeover Londonにて王座戦を行う。入場にてジャック・ザ・リッパーの出で立ちで登場。試合ではコキーナ・クラッチで失神させる事を狙うジョーに対し蹴り技で応戦。終盤にコーナー上での攻防となりジョーを突き落とすとクー・デ・グラを決めて勝利し、王座を防衛した。

#### 2016年
2016年4月1日、NXT Takeover Dallasにてサモア・ジョーと再び王座戦を行う。入場にて悪魔のいけにえのレザーフェイスを連想させるかのようにチェーンソーを振り回して登場。試合開始から激しい打撃を浴びせてジョーの顔面を出血させる。終盤に雄たけびを上げるとスリングブレイドからジョン・ウーで倒しクー・デ・グラを決めるがすかさずコキーナ・クラッチを喰らうもののコーナーを蹴った反動を生かしてジョーを丸め込むと3カウントを奪い勝利した。同月7日、NXT Liveにてシンスケ・ナカムラと組んでバロン・コービン & タイ・デリンジャーと対戦。試合中にリック・フレアーのムーブを見せ、最後にはデリンジャーに1916を決めて勝利。試合後にはBULLET CLUB時代の盟友であるカール・アンダーソンとドク・ギャローズ（ルーク・ギャローズの新日所属時代のリングネーム）はどこへいるのか？と書かれた紙を掲げた。同月21日、NXT Liveにてサモア・ジョーとNXT王座戦を行う。激しい打撃の応酬を展開するが試合中に足首を痛めてしまい中断。メディカルスタッフの確認が入るが試合を再開し、最後にマッスル・バスターを決められ敗戦。ベルトを奪取された。
6月8日、NXT Takeover The Endにてサモア・ジョーと対戦。序盤より激しい打撃の応酬を展開。中盤より金網を利用した攻撃が増える中でお互い大技を繰り出すがカウント3を奪えず、最後には金網から脱出しようと試みるがジョーに捕まえられるとそのままマッスルバスターの体勢となり、コーナー上から雪崩式マッスルバスターを決められ敗戦した。
2016年7月19日、WWE・SmackDown Liveにてドラフトが行われ、1巡目でRAWに指名された。同月25日、RAWにて新設されたWWEユニバーサル王座挑戦権を懸けてロマン・レインズと対戦。最後にクー・デ・グラを決めて勝利し、SummerSlam 2016にてセス・ロリンズと王座戦を行う事が決定した。8月21日、SummerSlam 2016にてセス・ロリンズとWWEユニバーサル王座戦を行い、最後にクー・デ・グラを決めて勝利。初代王者になった。8月22日、RAWにてSummerSlam 2016でのロリンズとの対戦で肩を負傷していた事が発覚。王座を返還する事となった。

#### 2017年
2017年4月3日、RAWにて復帰を果たす。セス・ロリンズと組んでサモア・ジョー & ケビン・オーウェンズと対戦。終盤にジョーよりコキーナ・クラッチを極められ窮地に陥るが、ロリンズのスプリングボード・ニーで助けられるとクー・デ・グラを決めて勝利。8月20日、SummerSlam 2017にてブレイ・ワイアットと対戦。デーモンキングギミックで怪奇系同士の対決になる。終盤にショートアーム・クローズラインを喰らい倒れると、ワイアットが逆エビ反りをしたところに平然と立ちスリングブレイドからジョン・ウー、そしてクー・デ・グラを決めて勝利した。記録は10分39秒で片エビ固め。

#### 2019年以降
2019年2月17日、Elimination Chamber 2019でWWE IC王者のボビー・ラシュリーとマネージャーのリオ・ラッシュとハンディキャップマッチ形式の王座戦で挑戦。2人を場外に追い出すとトペ・コンヒーロを決めるとラッシュをリングへと入れてジョン・ウー、そしてクー・デ・グラを決めて勝利。王座を戴冠した。4月7日、WrestleMania 35でWWE IC王者のボビー・ラシュリーにデーモンギミックで挑戦。投げる姿勢から耐えるラシュリーにキックを連発して蹌踉めかせるとパワーボムからクー・デ・グラを決めて勝利。王座を戴冠した。
2023年9月2日、ペイバック大会でケビン・オーエンズ&サミ・ゼイン組と開催地にちなんだピッツバーグ・スチール・シティ・ストリート・ファイト戦で対戦。ピンフォール勝ちし、統一WWEタッグ王座をダミアン・プリーストと共に獲得した。
2024年4月、レッスルマニア40で行われたラダー戦形式の統一WWEタッグ王座戦に王者としてダミアン・プリーストと組み出場したが、敗北し王座陥落した。
2024年10月、バッドブラッドでダミアン・プリーストと対戦。ジャッジメント・デイの仲間らの介入も含め、プリーストを追い詰めるが、最後はピンフォール負けを喫した。
2025年4月、レッスルマニア41で4way形式のIC王座戦に敗れ、王座獲得に失敗した。

## 得意技

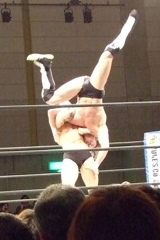
ブラディ・サンデー

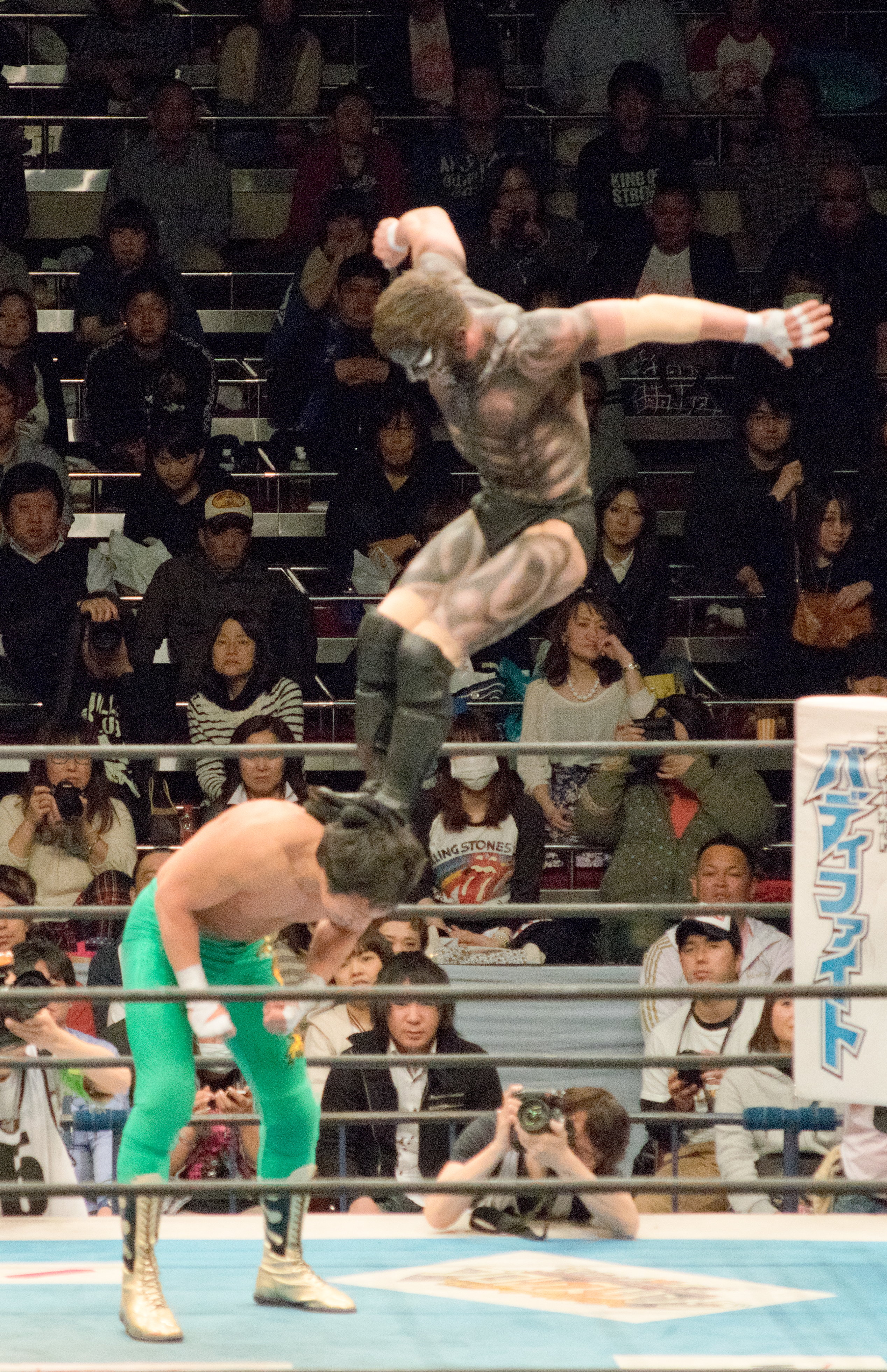
ダイビング・フット・スタンプ

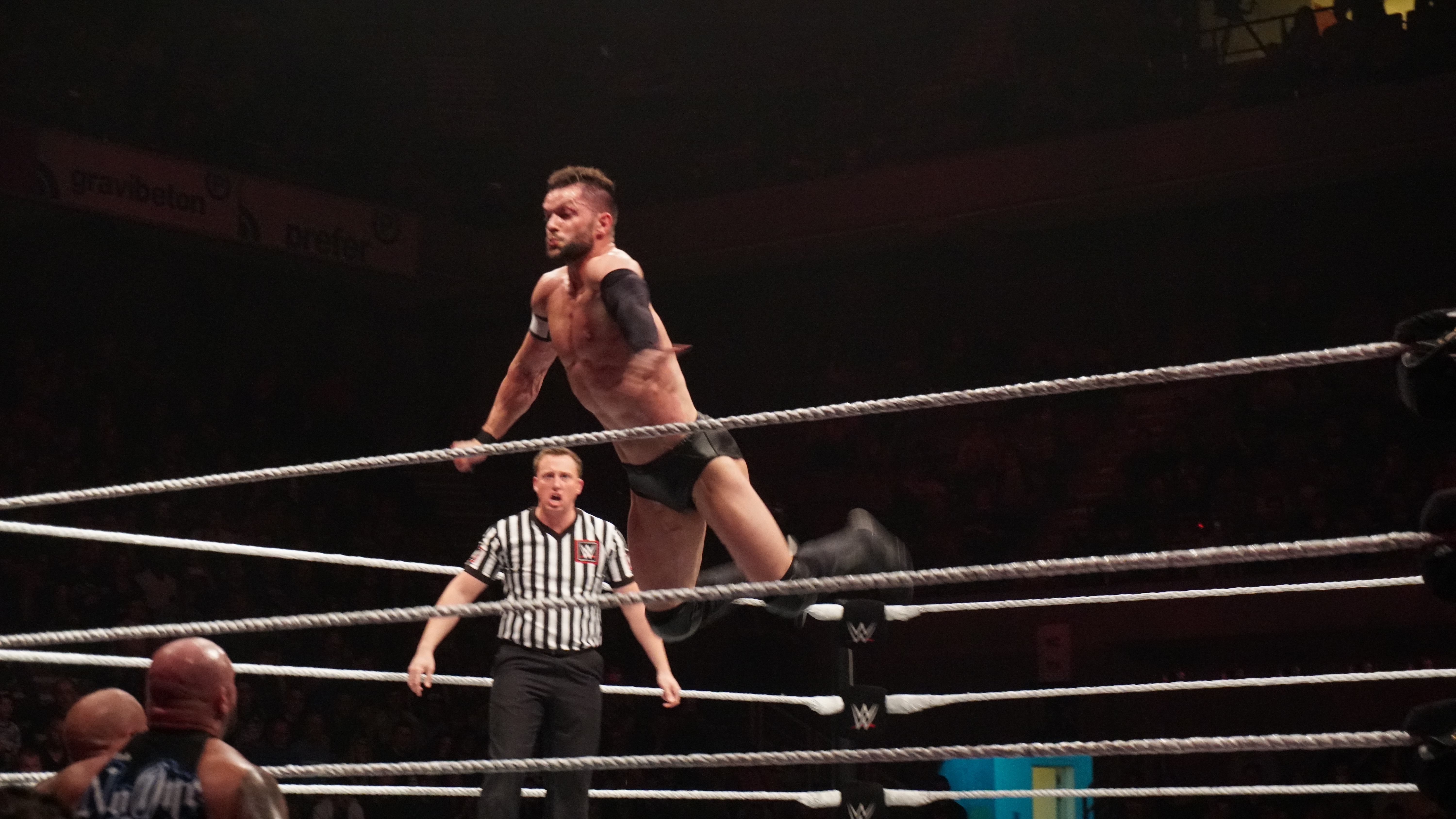
トペ・コンヒーロ

### フィニッシュ・ホールド

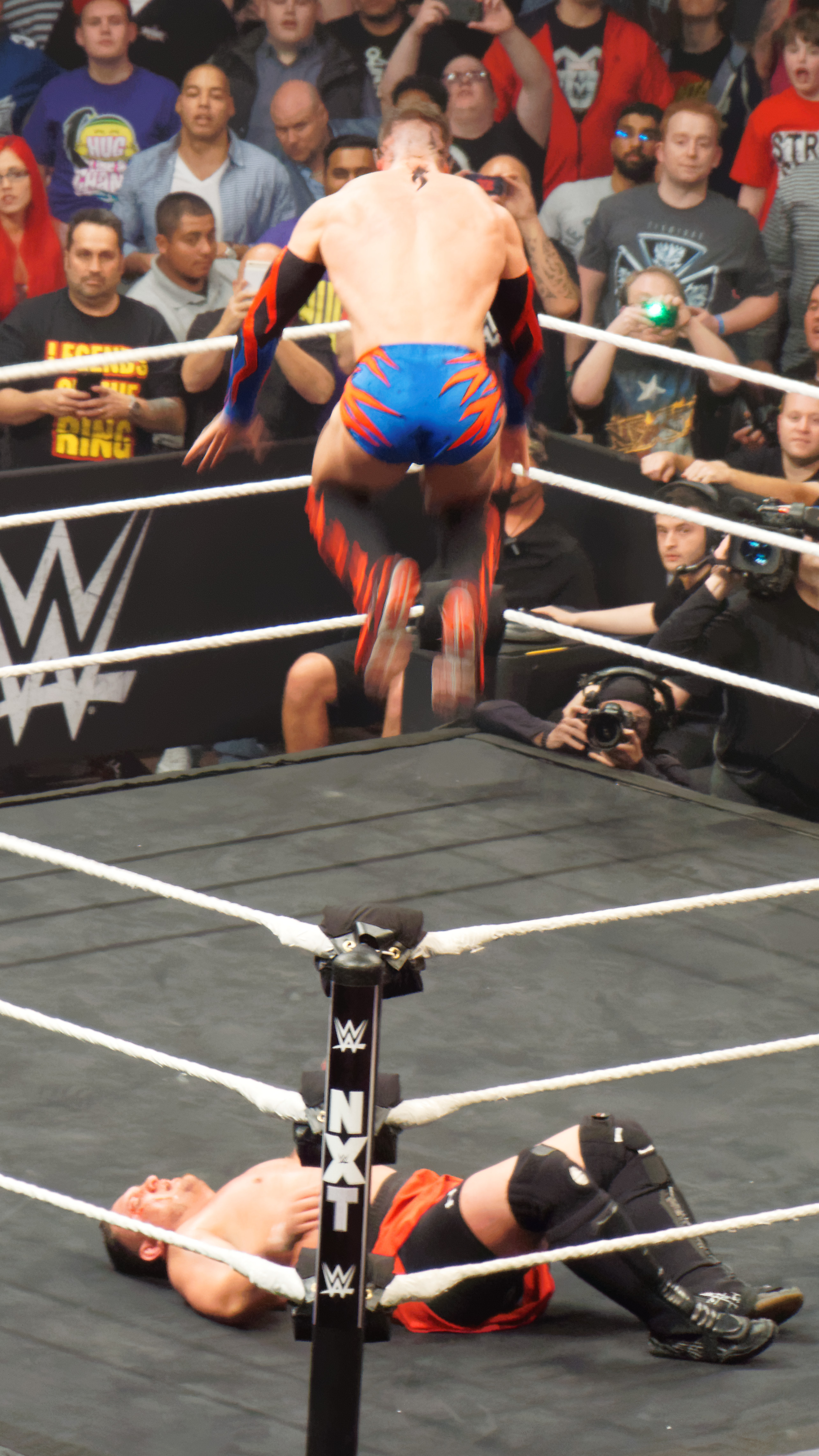
クー・デ・グラ
ダイビング・フット・スタンプ。初期とWWEにおけるフィニッシャーの1つ。
コーナーなどから高々と跳躍後、空中で屈伸しながら相手目掛けて叩き込む超滞空式。新日時代はコーナーに登る際に「デンジャラス!」という掛声とともに行っていた。プリンスズ・スロウンをフィニッシャーにしていた頃からは布石として使用。ロウキーが得意としたように相手をコーナーに引っ掛けて逆さ吊りにした状態で放つ場合もある。またヒール時代は椅子を乗せて使い、奇声を発しながら放つ。
NXTではクー・デ・グラ（Coup de Grace）の技名で使用。
1916（ブラディ・サンデー）
新日本プロレス所属時代は、ブラディ・サンデーの技名で使用。
ハーフハッチの体勢から相手の身体を水平以上に持ち上げてフェイスバスター気味に落とす「インプラント式DDT」。対戦相手によっては頭から垂直に落とすこともある。2009年、スーパーJカップでの対青木篤志戦で初披露。そのときの公式記録では垂直落下式DDTと記載された。また、2010年6月19日の丸藤戦では雪崩式を披露し、勝利を収めている。2015年7月4日のオーエンズ戦でWWE移籍後に初めて使用した。
現在NXTに戻った際のメインフィニッシャー。
技名はデヴィットの故郷であるアイルランド出身のロックバンド、U2の楽曲から。
WWEでは1916という技名で使われている。
雪崩式ブラディ・サンデー（1916）
雪崩式で繰り出すブラディ・サンデー（1916）。コーナー最上段に立った状態で相手をハーフハッチの体勢で捕らえ、担ぎ上げると同時にジャンプして、自身の体重を浴びせて相手は顔面からマットに叩きつける。正調版と異なり「インプラントDDT」に近い形で落とす。主に大一番で出す技。
リバースブラディ・サンデー
リバース式DDTとインプラント式DDTをミックスした技。 リバースDDTの体勢から相手の片足を掴んで持ち上げ、軽くジャンプしてから落とす技。
プリンスズ・スロウン
初期のフィニッシュ・ホールド。
ファイヤーマンズキャリーに担いで相手を落としつつ、自分は両膝を立てたまま仰向けに寝ることで腹部を打ち据える変形のストマック・ブロック。
新型プリンスズ・スロウン
下記の技の次に開発されたプリンスズ・スロウンの進化型。フィニッシュ・ホールドとしても使う。カナディアン・バックブリーカーの体勢から、相手の体を回転させ、その勢いで仰向けに寝ながら両膝を相手の腹部に打ち付ける。

### 投げ技
ジャーマンスープレックス
スリング・ブレイド
WWEに移籍してからはフィニッシャーに繋げる布石として使用している。
ファイナル・カット
バック・クラッカー
飛びつき式・変形バックブリーカー。
相手の背中に両膝を押し当ててから後ろに倒れこむことによって背中に衝撃を与える技。WWE所属のカリートのオリジナル技。プリンスズ・スロウンやダイビング・フット・スタンプと共に使っている。
ブレーンバスター
ブレーンバスターという掛け声とともに行うが、だいたいは返される。
垂直落下式も見せるがその際は声を放つことは少ない。
スーパープレックス

### 打撃技
エルボー
エルボー・スタンプ
バックハンド・チョップ
張り手
ナックル・パンチ
クローズライン
ジョン・ウー
相手の腹部めがけての低空ドロップキック。蹴るというよりも足で突き飛ばす。
低空ランニング・ドロップキック
オーバーヘッドキック
ロープに振られる際などの切り返し時に使う。自分がかなりのダメージを負っている際に出されるため主に試合の分岐点といえる技の一つ。いわゆる「ペレ・キック」。
ドリームキャスト
相手が起き上がるタイミングをはかって待機し、一回転して延髄斬りを放つ。初代タイガー・マスクの「スクリュー・ハイキック」と類似。
コーナーからのハイキック
デヴィットがコーナー際のエプロンに立っている際、片腕でトップロープを掴んだまま軽くジャンプして延髄斬りのように放つハイキック。コーナーからの攻撃を狙っている状態で、相手が近付いてきた際迎撃で使用することが多い。ミスティコや丸藤も同じような蹴りを放つ。
サッカーボールキック
尻餅をついている相手の背中を蹴り上げる。場外にいる相手にエプロンを走りこんでの一撃も使用している。
また、座っている相手の胸板を助走をつけてから蹴りつけるランニング式も使用（ペナルティー・キックと同じ技）。

### 飛び技
トペ・コンヒーロ
トップロープを飛び越えるノータッチ式で、時に場外の鉄柵を越える跳躍を見せる。コーナーからやスワンダイブ式も見せる。デヴィットの最大の見せ技とも言える。着地によっては、自身へのダメージが大きいために試合に大きな影響が出ることが多々ある。2009年1月4日の東京ドームでコーナーから放ったその際には床に直接落ちたり、2011年のALL TOGETHERでは、稔に対して放った際に足を強く打ってしまい、試合終了までリングに上がれなかった。また、BULLET CLUB結成以降は使用を控えていたが、WWE移籍後に使用を再開している。

### 組み技
デヴィット・エンドII
相手の左手足に自分の右足を引っ掛け、顎をチンロックで捕らえるデヴィットの数少ないサブミッション技だったが、最近では見られない。
デヴィット・デストロイヤー
パワーボムで相手を叩き付け、再度持ち上げてからのプリンスズ・スロウン。上記の技と同じく使用頻度が少なかった。

### 関節技、締め技
ヘッドロック
グラウンド・ヘッドロック
クロスフェイスロック
ボストンクラブ
グランド・コブラツイスト
コブラツイスト

### フォール技
ジャックナイフ式エビ固め
プリンスズ・スロウンの後にこの技でフォールを取る。

### 合体技
ブラックホール・バケーション
田口との合体技。田口がどどんの体勢で持ち上げた相手にデヴィットがプリンスズ・スロウンを放つ。
ムーンランディング
田口との合体技。田口がパワーボム、デヴィットのバッククラッカー'をミックスした荒技。しかし、たまにしか使わない。
ブラックサンデー
田口との合体技。田口がどどんの体勢で相手を持ち上げたところをデヴィットがハーフハッチでキャッチし、ブラディ・サンデーを放つ。

## 入場テーマ曲
I Am Danger
WWEでヒールターン以降使用している曲。
Catch Your Breath
WWE/NXTで使用していた曲。
Real Rock n Rolla
BULLET CLUB結成後のテーマ曲。2013年5月 - 2014年まで使用。
You're The Best / Joe "Bean" Esposito
2008年1月 - 2013年4月まで使用。映画「ベスト・キッド」作中歌。
When The Sun Goes Down / Arctic Monkeys
新日本初来日に使用したテーマ曲。

## タイトル歴
WWE
- ユニバーサル王座 : 1回（初代）
- WWE US王座 : 1回

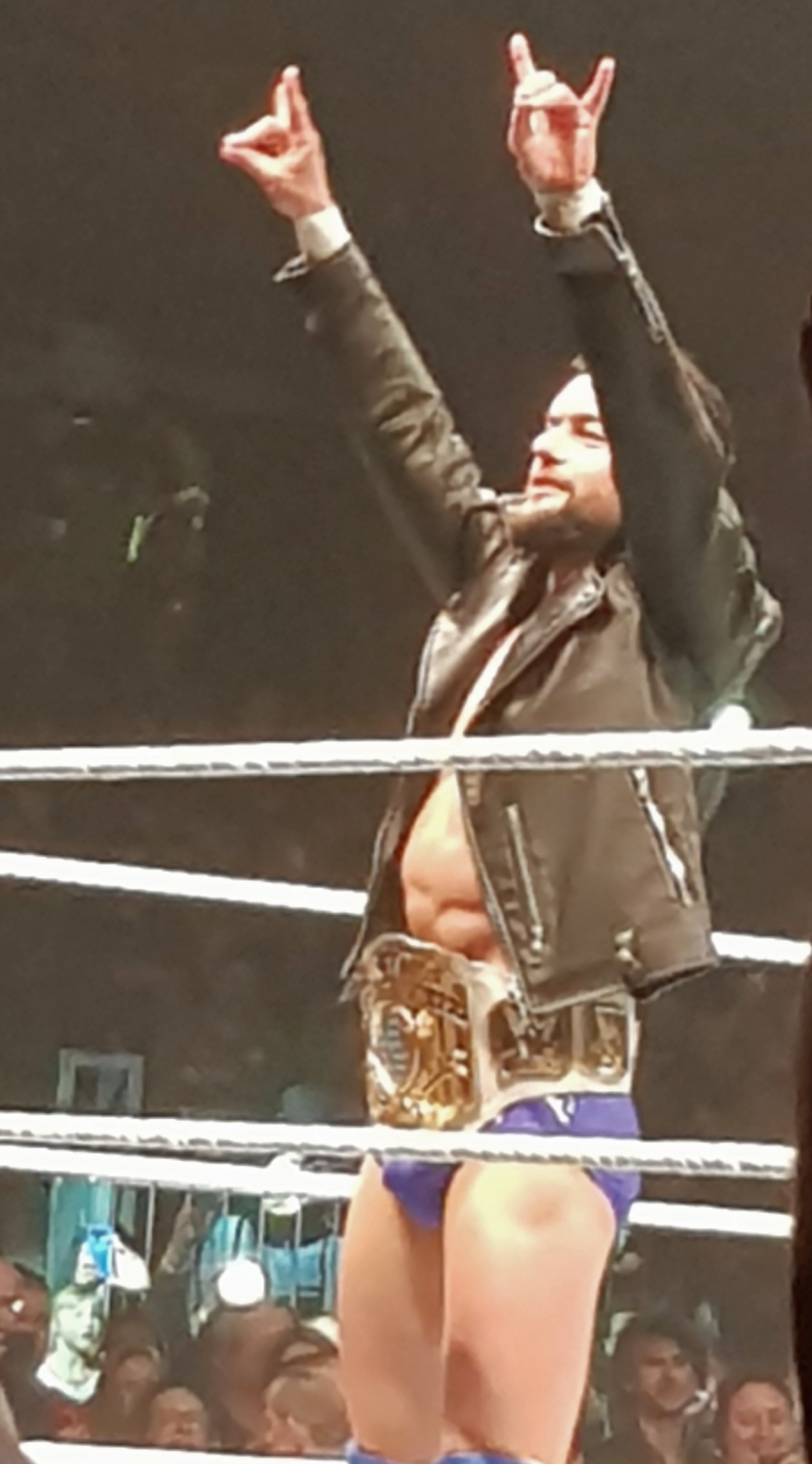
WWEインターコンチネンタル王座

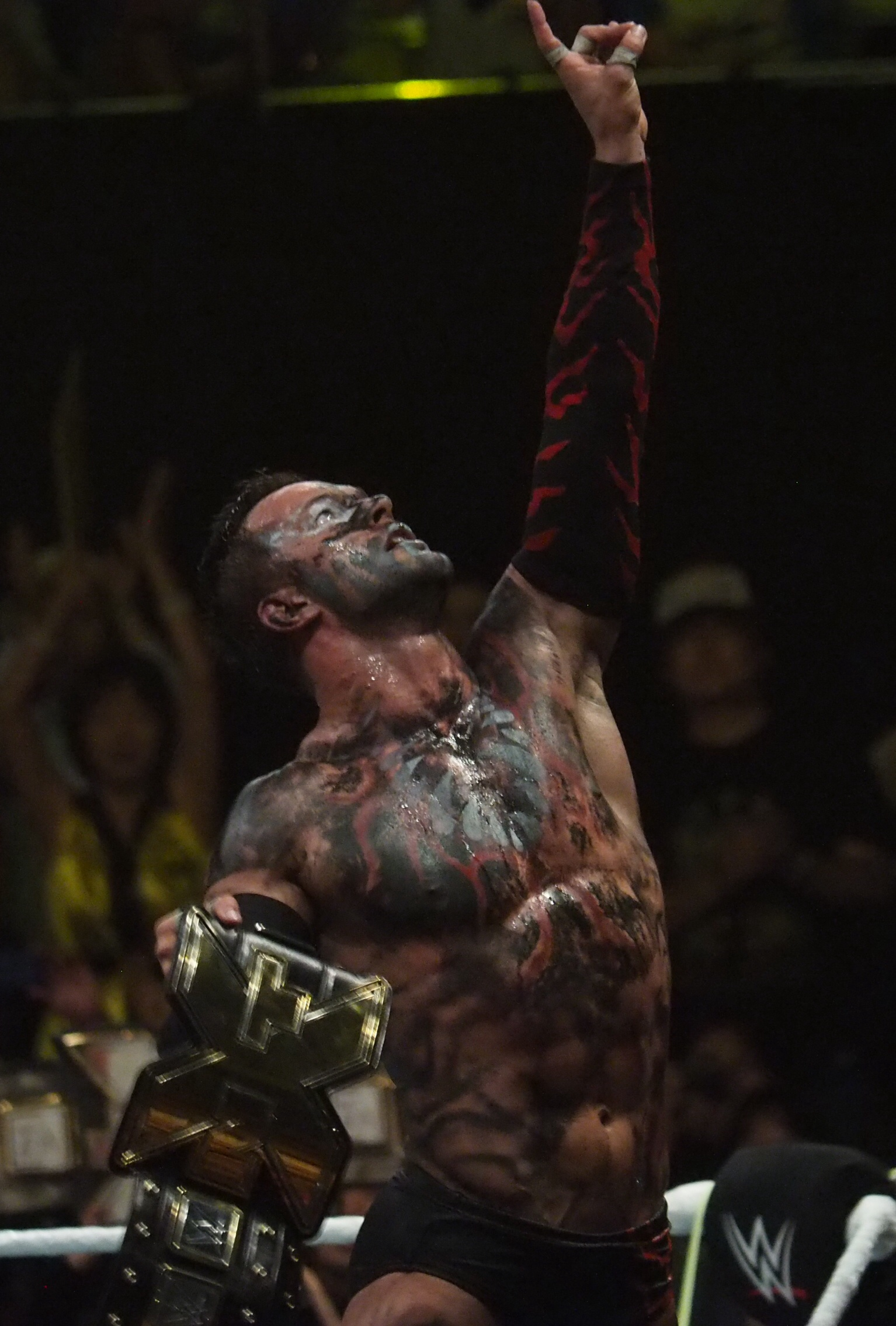
NXT王座

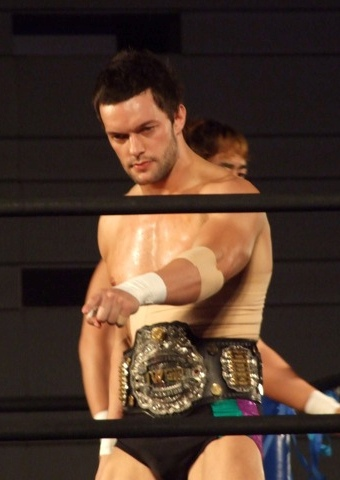
IWGPジュニアヘビー級王座

- WWE IC王座 : 2回（169代, 171代）
- NXT王座 : 2回（7代, 21代）
- WWE ロウ・タッグ王座 : 2回 （w/ダミアン・プリースト）
- WWE スマックダウン・タッグ王座 : 2回 （w/ダミアン・プリースト）
- ダスティ・ローデス・タッグクラシック優勝 : 1回（2015年, w / サモア・ジョー）
- グランドスラム達成

新日本プロレス
- IWGPジュニアヘビー級王座 : 3回（60代, 62代, 66代）
- IWGPジュニアタッグ王座 : 6回（19代, 21代, w / 稔 , 24代, 26代, 28代, 30代,  w / 田口隆祐）
- BEST OF THE SUPER Jr.優勝 : 2回（2010年, 2013年）
- J SPORTS CROWN〜無差別級6人タッグトーナメント〜優勝 : 2回（2010年,2011年, w / 田口隆祐,後藤洋央紀）

NWA
- NWA UKハンマーロック英連邦ヘビー級王座 : 2回（3代, 5代）

CMLL
- NWA世界ヒストリック・ミドル級王座 :1回（4代）

RPW
- RPWブリティッシュ・クルーザー級王座 : 1回（7代）

AWR
- Wresting. le王座 : 1回（2代）

ICW
- ICW Zero-G王座 : 1回（8代）

プロレス大賞
- 2010年度プロレス大賞 年間最高試合賞（10月11日、両国国技館、プリンス・デヴィット、田口隆祐 vs. 飯伏幸太、ケニー・オメガ）

K-AWARD
- 2011年度K-AWARD 年間最高試合賞タッグマッチ部門（4月17日、後楽園ホール、プリンス・デヴィット、田口隆祐 vs. 旭志織、大石真翔）

## その他
- WWE入団後に使用しているリングネームであるフィン・ベイラー[33] の由来として、ファーストネームであるフィンはケルト神話に登場するフィアナ騎士団の首領、フィン・マックールから、ラストネームであるベイラーは同じくケルト神話に登場するフォモール族の魔神、あるいは王のバロールからあやかっている[34]。
- PPVなどの大事な試合の際にはボディーペイントを施しデーモン・キングとして試合に臨む事がある。普段素顔で試合をしている選手がフェイスペイントやボディーペイントを施す場合「武藤敬司」と「グレート・ムタ」のように、ギミック上は別人と扱われる事があるが、WWEでは「デーモン・キングと化したフィン・ベイラー」という認識で同一人物として扱われる（デーモン・キングで登場した際も、リングアナウンサーはフィン・ベイラーとコールする）。入場曲も普段と同じものが使われる（若干のアレンジが加わる場合もある）が、タイタントロン（選手入場時にスクリーンで流される映像）は通常時と異なり、デーモン・キング仕様のものが使われる。
- 入場曲「Catch Your Breath」で入場した際、曲のタイミングに合わせて両手を空へ上げ、観客も同じ動作をするのが恒例となっているが、元々は「ここで照明を着けて」というスタッフへの合図であり、観客が一緒にやるようになり定着したため必ずやるようになった[35]。
- 大のサッカー好きで、熱狂的なトッテナム・ホットスパーFCのファン。WWEのヨーロッパツアーの際にはロンドンのホワイト・ハート・レーンを訪れている[36]。